# تشيستر مدينة (دائرة انتخابية في المملكة المتحدة)
تشيستر، مدينة  (بالإنجليزية: Chester, City of)‏ هي إحدى الدوائر الانتخابية في المملكة المتحدة الممثلة في مجلس العموم في برلمان المملكة المتحدة.
عضو البرلمان الذي يمثلها حالياً هو :Christine Russell (Lab).